# 人参炔三醇
人参炔三醇（英語：Panaxytriol）是一种在人蔘根部提取物中发现的脂肪醇，分子式C
17H
26O
3。该分子可能具有抗肿瘤活性。该分子已被全合成，反应涉及细菌环氧化酶的应用，因而避免了立体异构体的问题。